# Euphonia anneae
Eufónia-de-coroa-ruiva ou gaturamo-de-coroa-ruiva (Euphonia anneae) é uma espécie de ave da família Fringillidae.
Pode ser encontrada nos seguintes países: Colômbia, Costa Rica e Panamá.
Os seus habitats naturais são: florestas subtropicais ou tropicais húmidas de baixa altitude, regiões subtropicais ou tropicais húmidas de alta altitude e florestas secundárias altamente degradadas.